# Lager Soltau

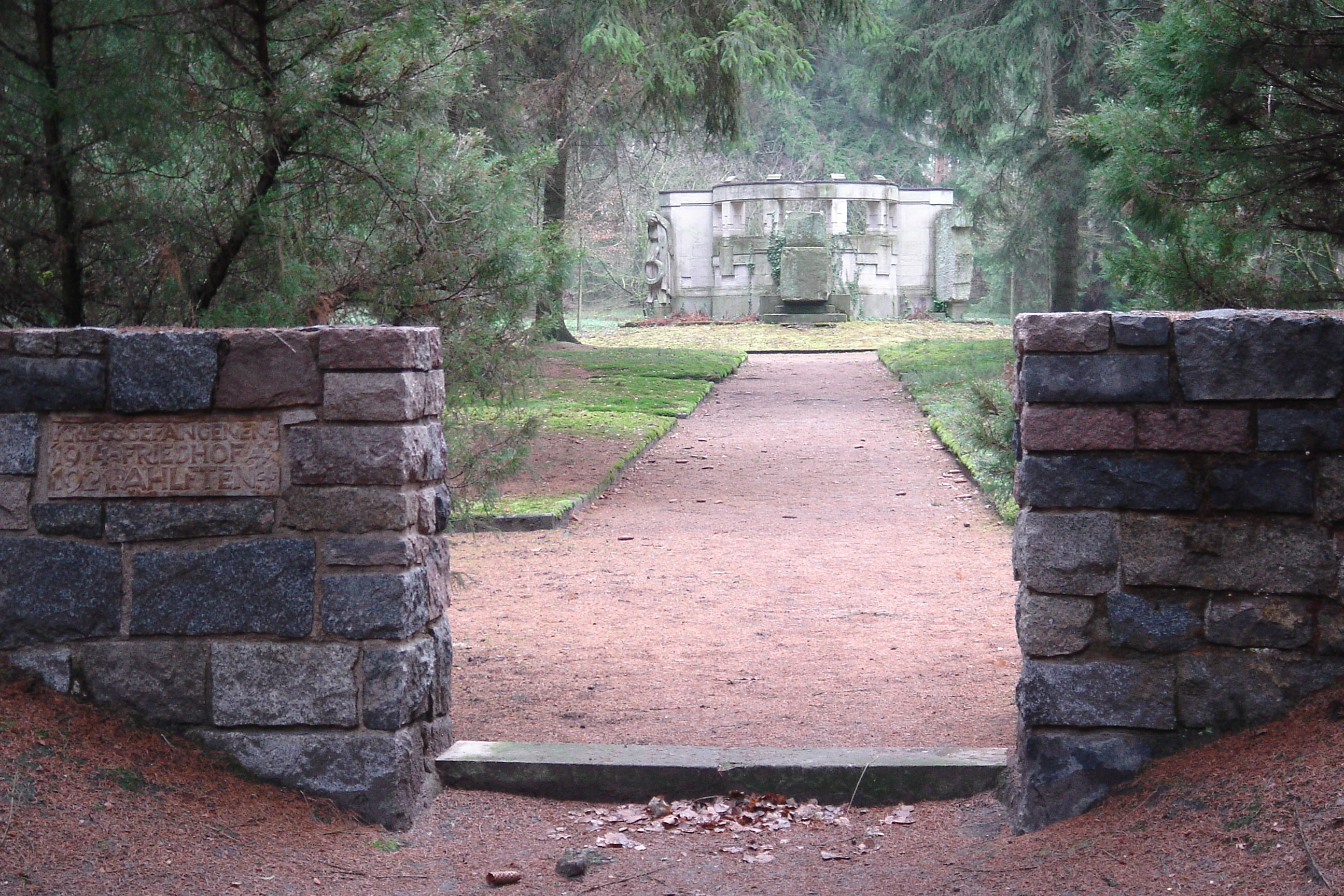
Gefangenenfriedhof Eingang

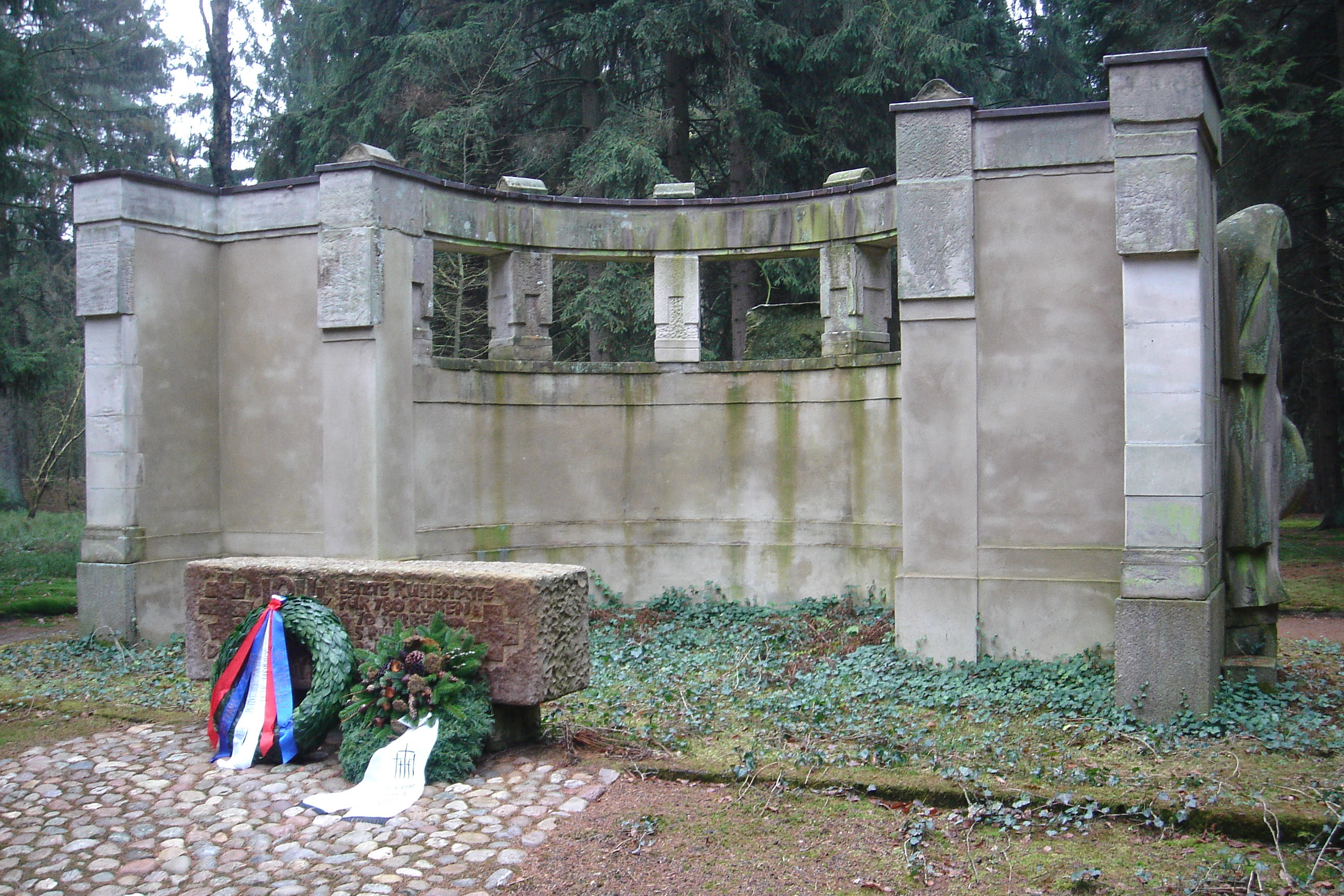
Gefangenenfriedhof Denkmal

Das Lager Soltau, eigentlich zwei eng beieinander liegende Lager, war das größte deutsche Kriegsgefangenenlager im Ersten Weltkrieg. Es wurde 1914/1915 in Soltau auf dem Gebiet des heutigen Ortsteils Friedrichseck errichtet und hatte mehr als 70 Baracken.
Während des Krieges waren hauptsächlich Franzosen und Belgier interniert, der Großteil von ihnen waren Soldaten. Von den Insassen wurden zum Teil Aufbauarbeiten in der Umgebung erledigt, so entstand z. B. die Rodelbahn im Soltauer Böhmewald durch sie.
Im Jahr 1920 wurde das Lager verkauft, 1921 verließen es die letzten Gefangenen. 1400 Personen wurden auf dem Gefangenenfriedhof beigesetzt. Viele Gegenstände aus den vergangenen Zeiten sind noch zu finden (u. a. Mauerreste, Kochtöpfe, Isolatoren, Krüge usw.) und werden heute teilweise im Museum Soltau ausgestellt.
Das Lager Soltau lag in unmittelbarer Nähe zum Lager Wolterdingen, einem Lager im Zweiten Weltkrieg.